# Edifício à rua Riachuelo 933

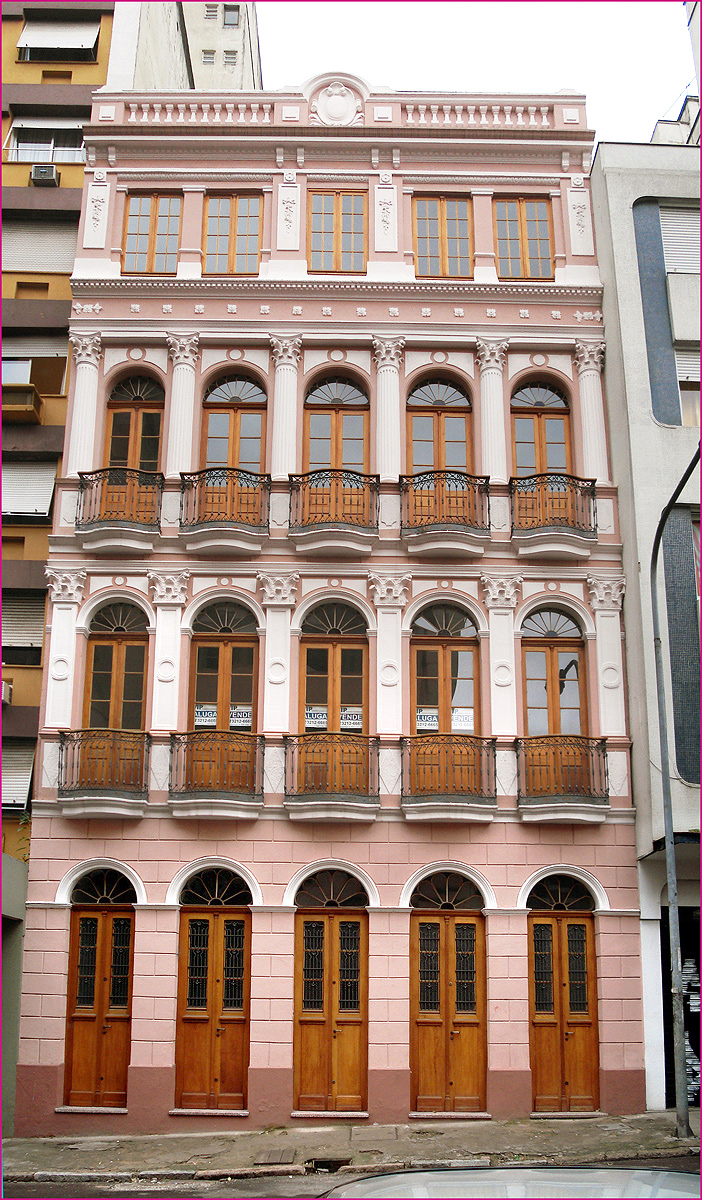
Fachada

O Edifício à rua Riachuelo 933, um prédio histórico de Porto Alegre, Brasil, sem denominação definida, é um dos raros remanescentes da arquitetura colonial residencial com fachada eclética na cidade, datando das últimas décadas do século XIX. É ainda mais importante porque conserva-se em condições praticamente originais.
Erguido como residência familiar, foi depois alugado e tornou-se um pensionato popular, e a negligência dos ocupantes o fez degenerar em cortiço. Recebeu acréscimos nos fundos e em 1929 foi aumentado em um andar, em estilo diverso mas perfeitamente integrado ao conjunto. Restaurado, foi tombado em 1997 pela Prefeitura Municipal.
A fachada se desenvolve em quatro pisos, com o primeiro revestido de imitação de pedras aparelhadas e constituído apenas de cinco estreitas portas em arco, de folha dupla com bandeira fechada por gradil de ferro e vidro, padrão de abertura que se repete até o terceiro pavimento. Os níveis superiores apresentam rica e delicada decoração, com sacadas com gradis de ferro trabalhado em desenho bombée e pilastras coríntias, sendo que as do segundo andar são planas e lisas e as do terceiro, redondas e de fuste canelado. A antiga platibanda acima do terceiro piso, com pequenas florezinhas em relevo, de gracioso efeito, serve agora como base para o pavimento acrescentado, este mais baixo, com janelas quadradas e decoração menos evidente. Uma nova platibanda com balaustrada cega e um frontão em arco redondo arrematam o conjunto. 
No interior a disposição dos aposentos segue um padrão sequencial de sala, dormitório e varanda, típico da arquitetura colonial, ficando a cozinha e o banheiro no térreo. O acesso interno entre os pavimentos se dá por uma escadaria de madeira.
O prédio é notável pela solução arquitetural harmoniosa, atraindo a atenção pelo perfil muito verticalizado e as várias aberturas, frisos, sacadas e colunas, que lhe conferem um ritmo plástico singular.